# Condylostylus miripennis
Condylostylus miripennis är en tvåvingeart som beskrevs av Octave Parent 1931. Condylostylus miripennis ingår i släktet Condylostylus och familjen styltflugor.
Artens utbredningsområde är Peru. Inga underarter finns listade i Catalogue of Life.